# Maybeshewill
Maybeshewill – brytyjska post-rockowa grupa muzyczna z Leicesteru, założona w 2005 roku. Ich muzykę charakteryzuje połączenie elementów elektroniki z gitarą, gitarą basową i perkusją.
W trakcie istnienia zespołu przewinęło się przez niego wielu muzyków; stałymi członkami grupy od ich pierwszego albumu są założyciele Robin Southby i John Helps oraz James Collins.

## Styl muzyczny
Robin Southby nazywa styl grupy "rockiem instrumentalnym z elektroniką", wymieniając jako inspirację muzykę popową: The Black Eyed Peas i The Pussycat Dolls. W tym samym wywiadzie John Helps wspomina niewielkie zespoły brytyjskie: Oceansize, Youthmovies czy Aereogramme. Drowned in Sound porównuje ich do grupy Mogwai, zestawiano ich także z Sigur Rós oraz sugerowano, że na ich wcześniejszą muzykę wpływ miało 65daysofstatic. Ich utwory często zawierają fragmenty dźwięku z filmów lub dialogów; "Not for Want of Trying" zawiera fragment z Sieci, a "Sing the Word Hope in Four Part Harmony" – słowa prezentera Edwarda R. Murrowa i fragmenty Młodego Winstona.

## Muzycy

### Obecny skład zespołu[6]
- James Collins (perkusja)
- Matthew Daly (instrumenty klawiszowe)
- John Helps (gitara)
- Robin Southby (gitara)
- Jamie Ward (gitara basowa)

## Dyskografia

### Albumy[7]
- Not For Want of Trying (Field Records UK & EU, XTAL JP; maj 2008)
- Sing the Word Hope in Four-Part Harmony (Field Records UK & EU, XTAL JP; czerwiec 2009)
- I Was Here For a Moment, Then I Was Gone (Function Records UK & EU, XTAL JP; maj 2011)
- Fair Youth (Superball Music; sierpień 2014)[8]